# Балдуин Люксембургски
Балдуин Люксембургски (на немски: Balduin von Luxemburg, Balduin von Trier; * 1285, Люксембург; † 21 януари 1354, Трир) от фамилията Люксембурги, е един от най-влиятелните имперски князе по неговото време и се смята за най-значимия курфюрст на Трир. От 1307 до 1354 г. е архиепископ и курфюрст на Трир, от 1328 до 1336 г. е администратор на архиепископство Майнц и от 1331 до 1337 г., с прекъсвания, е администратор на епископиите Вормс и Шпайер.

## Живот
Той е най-малкият син на граф Хайнрих VI Люксембургски (1240 – 1288) и Беатрис д'Авен († 1321). По-големият му брат Хайнрих VII e от 13 юни 1311 г. император на Свещената Римска империя.
Балдуин следва теология и каноническо право в Париж, понеже Люксембургите имали добри връзки с двора на Капетингите. На 22 г. той е избран за архиепископ и през 1308 г. в Поатие е помазан от папа Климент V за епископ.
Чрез успешна дипломация през 1308 г. той помага за избора на брат му Хайнрих за римско-немски крал. След това той го придружава от 1310 до 1313 г. в похода му Италия, където Хайнрих е коронован за император.
Балдуин умира на 21 януари 1354 г. Саркофагът му от черен мрамор се намира в катедралата на Трир.

## Илюстрирана хроника
Запазена е илюстрирана хроника за император Хайнрих VII – изготвена по заповед на курфюрста Балдуин Люксембургски, която представлява историческо съчинение за неговия брат император Хайнрих VII. Съхранена е в оригинал от XIV в. Обхваща период от 1308 до 1313 г. Повествованието изброява главните събития станали в Свещената Римска империя през това време.
- илюстрации от хрониката
- Франкфурт, 1308
- Короноване на Хайнрих и Маргарита Брабантска от Балдуин на 6 януари 1309
- Короноване с ломбардската корона в Милано през 1311
- Коронация в Латеранската базилика
- Среща на Балдуин с Ян Люксембургски
- Сватбата на Ян и Елишка
- Хайнрих VII и брат му Валрам пред Бреша
- Смъртта на Хайнрих VII

## Галерия
- Курфюрстите при избора на крал 1308: от л. Петер фон Майнц, Балдуин и Рудолф I пфалцграф при Рейн
- Старият замък Балдуинбург в Бопард
- Балдуиновият мост в Кобленц
- Саркофагът в катедралата в Трир